# カロニFC
カロニFC（ギリシア語: Α.Ε.Λ. Καλλονής, 英語: AEL Kalloni Football Club）は、ギリシャのレスボス島カロニをホームタウンとしていたサッカークラブ。

## 歴史
1994年5月15日、Apollon DafionとArisvaios Kallonisが合併し、AELカロニが創設された。2012-13シーズンのフットボールリーグで3位に入り、スーパーリーグ初昇格を果たした。
スーパーリーグ1年目の2013-14シーズンは、ミティリーニのホームスタジアムがスーパーリーグの試合を開催するには不適格だと判断されたため、アテネやテッサロニキでホームゲームを実施しなければならない苦しい状況だったが、18チーム中12位で残留を果たした。